# Marilla Cuthbert
Marilla Cuthbert egy szereplő Lucy Maud Montgomery kanadai írónő Anne otthonra talál (Anne of Green Gables) című regényében és ennek több folytatásában, a regény alapján készült filmsorozatban, valamint a Montgomery egy másik regénye alapján készült Váratlan utazás című televíziós sorozatban.
Marilla a Prince Edward-szigeti Avonlea falucskában él testvérével, Matthew Cuthberttel egy Zöldmanzárdos ház (a filmekben Zöld Orom) nevű házban. Nem ment férjhez, miután összeveszett egyetlen udvarlójával, aki később Gilbert Blythe apja lett. Matthew és Marilla eredetileg egy fiúgyermeket akarnak örökbe fogadni, mikor azonban hiba folytán egy tizenegy éves lány, Anne Shirley kerül hozzájuk, megszeretik és felnevelik. Matthew halála után Marillához költözik barátnője, Rachel Lynde. Később, már miután Anne felnőtt, Marilla két másik árvát is örökbe fogad, egy ikerpárt, Daveyt és Dorát.
A Váratlan utazásban kevesebbet szerepel. A sorozat egyik epizódjában hal meg.
Anne Shirley és Gilbert Blythe legfiatalabb gyermeke, Bertha Marilla („Rilla”) róla és Anne vér szerinti anyjáról kapta a nevét. Rilla az Anne-sorozat utolsó, nyolcadik kötetének (Anne gyermekei a háborúban) a főszereplője.
Marillát több színésznő is játszotta, a legismertebb Colleen Dewhurst, aki az 1985-87 közt forgatott Anne Shirley-sorozatban és a Váratlan utazásban alakította. Az Anne Shirley-történet korábbi feldolgozásaiban Marcia Harris, Helen Westley, Margot Christie és Barbara Hamilton játszották.